# Semidúplex
Se denomina semidúplex —en inglés half-duplex— a un modo de envío de información que es bidireccional pero no simultáneo.
Por ejemplo, las radios (transmisor portátil de radio) utilizan este método de comunicación, ya que cuando se habla por radio se tiene que mandar el mensaje y luego mediante una señal en la conversación (comúnmente "cambio") indicarle a la otra persona que se ha finalizado. Esto es porque las dos personas no pueden transmitir simultáneamente.

## Transmisión Half-duplex (Topología lógica Broadcast:Estándar Ethernet:Tecnología 10Base5)
Su uso comenzó en el año de 1980 y este fue el primer medio utilizado para interconexiones a larga distancia, afirmándose el grupo formado por Digital, Intel y Xerox, conocido como DIX
el primero en implementar Ethernet (después) en base al estándar IEEE 802.3 original, publicada en ese mismo año.
Más tarde, el IEEE extendió la especificación 802.3 a tres nuevas comisiones conocidas como 802.3u (Fast Ethernet), 802.3z (Gigabit Ethernet transmitido en fibra óptica) y 802.3ab (Gigabit Ethernet en UTP).
Cabe destacar que la arquitectura utilizada en esta primera fase constaba de una topología tipo bus cuyos parámetro de temporización era similar a 10base2 y 10baseT.
La especificación del cable recurrente al mismo término indica la velocidad 10 (Mbps) BASE (Banda base o banda ancha) y 5 (500 m para varios dominios de colisión, o longitud máxima del cable). Queda explícito que se utiliza 500 m de cable coaxial grueso para el dominio de colisión. 
Éste "es" o queda determinado por los medios transceptores ((ej. Switch, hub) Switch hoy en día) dentro de la topología física, en cambio quienes extienden el dominio de red son los puentes o repetidores, c/u agregando un retardo a la señal transmitida. Más concretamente a las "tramas" ((bits agrupados en formato hexadecimal(en la subcapa MAC)).
La amplitud de la frecuencia en el cable coaxial era muy extensa permitiendo recorrer esta distancia, sin embargo, esto traía como consecuencia que el ancho de banda "del cable" fuera menor. Que no era ninguna desventaja tomando como hecho las prestaciones de los computadores.
El método de transmisión era half duplex, dos Pcs no podían tranmitir al mismo tiempo. Sin embargo, las tecnología 10base5, 10base2 y 10baseT son compatibles con las tecnologías actuales y autonegociables en modo Full duplex con éstas, especialmente 10baseT(par trenzado Cat3), determinado por el reemplazo a switches.El manejo de tramas se hizo más rápido. 
La temporización está limitada según la longitud del cable y retardo de propagación (tiempo que tarda la señal en recorrer el medio), retardo de repetidores, retardo de transceptores y entre estaciones. Esto se traduce en la suma del delay que hoy en día se rige por la regla 5-4-3.
Por ejemplo, 1 tiempo de bit a 10 Mbps = 100 nanosegundos
Hoy el retardo de propagación (medido en Db) forma parte de las diez pruebas que un cable trenzado de cobre debe tener para ser utilizado en LANs (Full Ethernet donde los 8 cables transmiten).
Todas las redes basadas en "Ethernet" son propensas a tener colisiones (no así Token Ring, dedido a la topología tipo anillo) así estén en modo full duplex y se pueda transmitir y recibir simultáneamente (multiplexación del UTP), sin embargo, no se debe al principio de transmitir y recibir a la vez, sino, a la extensión y diseño de la red. En modo full duplex no existen colisiones.
Dieciséis veces es el límite de intentos de colisión para una trama dañada en 100baseTX, aumentando su voltaje y comunicando a los demás medios de la colisión, "escuchando y luego transmitiendo", regenerándose la transmisión en un orden sin prioridades.